# Абу Сад ас-Самани
Абу Са‘д ‘Абд аль-Карим ибн Мухаммад ас-Сам‘ани ат-Тамими аль-Марвази (араб. أبو سعد السمعاني‎, 9 февраля 1113, Мерв — декабрь 1166, там же) — среднеазиатский историк, филолог, законовед (факих) и хадисовед. Автор дошедшего биографического словаря «Китаб аль-ансаб» («Книга генеалогий»), дающего богатый географический и исторический материал по Средней Азии.

## Род ас-Сам‘ани
Его полное имя: Тадж аль-ислям (ад-дин) Кивам ад-дин Абу Са‘д (неверно Са‘ид) ‘Абд аль-Карим ибн Абу Бакр Мухаммад ибн Абу-ль-Музаффар Мансур ат-Тамими аль-Марвази аш-Шафии ас-Сам‘ани. Известен также как Ибн ас-Сам‘ани.
Ас-Сам‘ани принадлежал к древнему роду, представителями которого были несколько учёных. В своём сочинении «Китаб аль-ансаб» ас-Сам‘ани приводит сведения о своих родственниках. Его прадед Абу Мансур Мухаммад ибн ‘Абд аль-Джаббар ас-Сам‘ани (ум. 1058) был хадисоведом, судьёй, законоведом, комментатором Корана, филологом и автором популярных книг, дед — Абу-ль-Музаффар ас-Самани (1035—1096) был хадисоведом и законоведом шафиитского толка, историком, филологом, автором книг в области фикха, отец — Абу Бакр Мухаммад ибн Мансур ас-Сам‘ани (1073—1116) был поэтом, филологом, хадисоведом, законоведом, автором нескольких книг, дядя — Абу-ль-Касим Ахмад ибн Мансур ас-Сам‘ани (1094—1188) был поэтом, филологом и законоведом, ас-Сам‘ани изучал у него фикх. В 1134 году ас-Сам‘ани вместе с дядей Абу-ль-Касимом выехал в первое своё путешествие в Нишапур. В Институте востоковедения им. Абу Райхана Беруни Академии наук Узбекистана хранится рукопись сочинения дяди «Рух аль-арвах фи шарх асма‘ Аллах аль-хусна» («Дух духов в толковании прекрасных имён Аллаха») в переводе на фарси. Другой дядя — Абу Мухаммад аль-Хасан ибн Абу-ль-Музаффар Мансур ас-Сам‘ани (1075—1136) был историком, хадисоведом и законоведом, двоюродный брат — Абу Мансур Мухаммад ибн аль-Хасан ас-Сам‘ани (ум. 1138) был арабским и персидским поэтом, брат деда — Абу-ль-Касим ‘Али ибн Мухаммад ас-Сам‘ани (XI век) был хадисоведом и законоведом, сестра — Уммат Аллах Хурра бинт Мансур ас-Сам‘аниййа (род. 1098) была хадисоведом. Ас-Сам‘ани изучал у сестры Коран.
Сын — Абу-ль-Музаффар ‘Абд ар-Рахим ибн ‘Абд аль-Карим ас-Сам‘ани (1143—1220) был продолжателем семейных традиций, биографом, мухаддисом, поэтом. С его слов Якут аль-Хамави записал сведения о филологах и поэтах Хорасана для своего биографического словаря «Иршад аль-ариб иля ма‘рифат адиб», известного также как «Му‘джам аль-удаба‘». ‘Абд ар-Рахим ас-Сам‘ани, вероятно, был убит при захвате Мерва в ходе монгольского завоевания Средней Азии, когда Мерв был разрушен до основания, а жители истреблены. С его жизнью прервался род ас-Сам‘ани.
Второй сын — Низам ад-Дин Мухаммад ибн ‘Абд-аль-Карим ас-Сам‘ани был государственным деятелем и занимал высокое положение при дворе хорезмшаха Ала ад-Дина Мухаммеда II в Гургандже. В 1205 году хорезмшах отправил его послом к багдадскому халифу ан-Насиру. Перед монгольским завоеванием оставил службу и укрылся в крепости Хурандиз близ города Ниса. В 1220 году монголы захватили Нису и дальнейшая судьба Низам ад-Дина ас-Сам‘ани неизвестна.
Общественная и научная деятельность рода ас-Сам‘ани совпадают с духовным расцветом Мерва, который стал в XII веке столицей государства Сельджукидов и крупным очагом исламской науки. У рода ас-Сам‘ани было своё медресе в Мерве. По свидетельству Якута аль-Хамави перед монгольским захватом в Мерве было десять знаменитых библиотек, из которых две были вакуфом рода ас-Сам‘ани.

## Биография
Родился ас-Сам‘ани в Мерве, который был торговым, ремесленным и культурным центром Средней Азии. При султане Санджаре (1118—1153) Мерв стал столицей государства Сельджукидов. В раннем возрасте лишился отца и воспитывался сначала у друга отца, затем у своих дядей, учёных Мервы. Получил хорошее образование, много путешествовал. В 1134 году ас-Сам‘ани вместе с дядей Абу-ль-Касимом ас-Сам‘ани выехал в первое своё путешествие в Нишапур. Затем отправился в Исфахан, оттуда в Багдад. Восемь лет (1135—1143) жил в Багдаде, оттуда дважды совершил хадж в Мекку. В Багдаде начал писать продолжение сочинения историка аль-Хатиба аль-Багдади — «Зайл Та‘рих Багдад» («Дополнение к „Истории Багдада“»), состоявшее по свидетельству Ибн Халликана из 15 томов. Другом, спутником в путешествиях и учителем ас-Сам‘ани был историк Ибн Асакир. Долгие годы путешествовал по городам Хорасана, Мавераннахра, Ирака, Хиджаза, Месопотамии, Сирии и Табаристана, посетил Рей, Хамадан, Дамаск, Эль-Куфа, Басру, Тус. Был в Иерусалиме, захваченном крестоносцами.
В 1143 году ас-Сам‘ани вернулся в Мерв, женился и стал преподавать в своём медресе ал-Ахмедия. В последующие годы путешествовал со своим сыном ‘Абд ар-Рахимом, преимущественно по Средней Азии. В 1153 году ас-Сам‘ани побывал в Бухаре и Самарканде, в 1154 году — в Хорезме, в 1155 году — второй раз в Самарканде, в Насафе, Кеше и Термезе, в 1156 году — второй раз в Бухаре. В 1160 году был посредником между защитниками крепости Синдж в 40 километрах от Мерва и осаждавшими её гузами. В том же году посетил Нису. В «Китаб аль-ансаб» ас-Сам‘ани называет 150 своих учителей в различных городах Средней Азии.
Умер ас-Сам‘ани в 1166 году.

## Сочинения
Преподавая в медресе ас-Сам‘ани написал более 40 работ в области фикха, хадисоведения, филологии, грамматики и лексики арабского языка, и что особенно ценно — по истории и географии. Большинство сочинений утрачено и известно только по перечням, которые приводят Таджуддин ас-Субки и аз-Захаби, и цитатам. Вероятно, утраченные произведения имели только местное распространение и были уничтожены при монгольском завоевании. Было утрачено незавершённое сочинение «Та‘рих Марв» («История Мерва»), содержавшее свыше 20 томов.
Сохранилось сочинение «Китаб аль-ансаб» («Книга генеалогий») и издано в Бейруте в 1980—1982 гг. в 12 томах. В Дамаске хранится единственная рукопись сочинения «ат-Тахбир фи-л-му‘джам аль-кабир» («Украшение» или «Запись к большому словарю») и сохранившаяся часть в 1975 году издана в Багдаде. Согласно Фуату Сезгину, этот труд является комментарием к сочинению «аль-Му‘джам аль-Кабир» («Большой словарь») ат-Табарани. В Турции хранится древняя рукопись «аль-Му‘джам» («Словарь»), переписанная в 1249 году. Сочинение «Адаб аль-имля ва-ль-истимля» («Книга по правописанию») по лексике арабского языка дошло в двух рукописях и издано в 1952 году. Дошли также сочинения «Фада‘ил аш-Шам» («Достоинства Сирии») и «Адаб аль-кади» («Наставление судьям»), «аль-Исфар ‘ан хукм аль-асфар» («Завершение путешествий») и «Зайл Та‘рих Багдад» («Дополнение к „Истории Багдада“»).

## «Китаб аль-ансаб»
Сочинение «Китаб аль-ансаб» («Книга генеалогий») ас-Сам‘ани — один из ценнейших и важнейших письменных памятников по истории Средней Азии. Содержит материалы, касающиеся средневекового мусульманского мира от Испании до Китая, информацию по исторической географии и топографии, об архитектуре и строительстве, языковедах и литературоведах, хадисоведах, законоведах, комментаторах Корана и суфиях.
Наиболее полная рукопись (482 листа) хранится в Библиотеке Кёпрюлю в Стамбуле, другая рукопись (470 листов) хранится в Институте восточных рукописей РАН в Санкт-Петербурге, третья (603 листа) — в Британской библиотеке в Лондоне, четвёртая — в библиотеке Музее Айя-София, пятая — в Библиотеке аз-Захирийя в Дамаске, шестая (239 листов) — в Османском университете в Хайдарабаде.
Впервые неполная рукопись, хранившаяся в библиотеке Британского музея, издана в виде факсимиле в 1912 году Дэвидом Самуэлем Марголиусом. В 1960—1962 гг. опубликовано критическое издание рукописи учёных Османского университета. В 1976 году оно было переиздано в Дамаске. В 1980—1981 гг. в Бейруте вышло новое критическое издание «Китаб аль-ансаб» в 12 томах, в котором использованы все 6 дошедших рукописей. Издание осуществила группа учёных под руководством ‘Абд ар-Рахман ибн Яхья аль-Му‘аллими аль-Ямани (араб. عبد الرحمان بن يحيى المعلم‎).
Собирание рассказов со слов многочисленных учителей-шейхов (называются цифры — 4000 и 7000 лиц) дало ас-Сам‘ани громадную осведомлённость. Хотя ас-Сам‘ани и имел предшественников в области генеалогических сочинений, однако превзошёл их объёмом сведений. Для Средней Азии и Хорасана ас-Сам‘ани является одним из важнейших источников исторических, биографических и географических сведений. «Книга генеалогических имён» представляет собой алфавитный словарь прозваний знаменитых людей по их происхождению, образованных, главным образом, по имени племени, рода, отдельного лица или места, профессии и так далее. Словарная система расположения материала делает сочинение очень удобным для пользования. Одним из его больших достоинств является точность передачи имён и названий путём огласовки их. При каждом имени даются краткие биографические сведения, иногда ас-Сам‘ани даёт генеалогию целых семейств. Исторические сведения неразрывно связаны с географическими, что делает сочинение особенно важным.
Восьмитомное сочинение ас-Сам‘ани было сокращено историком Ибн аль-Асиром в  1218 году до 3 томов своего сочинения «аль-Лубаб фи тахзиб аль-ансаб» («Очищенное в исправлении нисб»). Ибн аль-Асир отредактировал и исправил в нём отдельные ошибки и неточности, сделал некоторые дополнения. Ибн Халликан отмечает, что сокращение Ибн аль-Асира в своё время было очень популярной книгой, которая имелась на руках у людей во множестве экземпляров, тогда как восьмитомный оригинал ас-Сам‘ани был весьма редкой книгой, и он встречал её всего один раз в Алеппо. В 1468 году историк и филолог Джалалуддин ас-Суюти (ум.  1505) сократил сочинение Ибн аль-Асира до одного тома, который он назвал «Лубб аль-лубаб» («Сердцевина очищенного»). Извлечение Ибн аль-Асира, так же как и его сокращение ас-Суюти, дошли в нескольких экземплярах и были изданы в Лейдене (1835).
Сочинения ас-Сам‘ани, особенно «Та‘рих Марв» («История Мерва») и «Китаб аль-ансаб», были использованы в XIII веке Якутом аль-Хамави в его географическом словаре «Му’джам аль-булдан» («Словарь городов»), причём Якут применил ту же систему передачи географических названий и собственных имён, как и ас-Сам‘ани в своём словаре. «Китаб аль-ансаб» является одним из главнейших источников сочинения Якута. Сочинение «Китаб аль-ансаб» было использовано Якутом систематически и дало ему богатый географический и биографический материал. Якут передал сведения о двух библиотеках в Мерве, принадлежавших роду ас-Сам‘ани.
Сведения ас-Сам‘ани широко использовали В. А. Жуковский, В. В. Бартольд, М. Е. Массон, Г. А. Пугаченкова и другие российские, узбекские, советские востоковеды. Валентин Жуковский использовал его данные о Мерве в работе «Развалины Старого Мерва» (1894). Василий Бартольд использовал его данные о Мавераннахре в своём труде «Туркестан в эпоху монгольского нашествия», а данные о Хорасане и Мерве в работах «К истории орошения Туркестана» и «К истории Мерва». В 1939 году С. Л. Волин перевёл на русский язык фрагменты «Китаб аль-ансаб», касающиеся Северного Хорасана и Хорезма. Данные ас-Сам‘ани о Хорасане использовала Южно-Туркменистанская археологическая экспедиция (ЮТАКЭ), созданная в 1946 году. Благодаря сведениям ас-Сам‘ани советский писатель Садриддин Айни определил родное селение и место захоронения персидского поэта Рудаки.